# Culebra (Gemeinde)
Culebra (spanisch für „Schlange“) ist eine der 78 eigenständigen Gemeinden von Puerto Rico. Das Gemeindegebiet besteht aus der Insel Culebra (Isla Culebra) und über 20 umliegenden Inseln und Felsen. Alle Inseln liegen im Karibischen Meer und zählen zu den Spanischen Jungferninseln.

## Verwaltungsgliederung
Die Gemeinde (municipio) Culebra gliedert sich in sechs Bezirke (barrios):
| Barrio                | Fläche m²  | Bevölkerung (Zensus 2000) | Dichte Einw./km² | zugehörige Inseln |
| --------------------- | ---------- | ------------------------- | ---------------- | --- |
| Culebra barrio-pueblo | 408.969    | 652                       | 1594             | Culebra |
| Flamenco              | 12.602.398 | 885                       | 70               | Culebra, Cayo Pirata, Cayo Verde, Cayo Matojo, El Ancon, Piedra Stevens, Los Gemelos, Alcarraza, Roca Lavador (überflutet), Cayo Botijuela, Cayo de Luis Peña, Las Hermanas, El Mono, Cayo Lobo, Roca Culumna, Cayo Lobito, Cayo Tuna |
| Fraile                | 8.211.978  | 51                        | 6                | Culebra, Culebrita, Cayo Botella, Pelá, Pelaita |
| Playa Sardinas I      | 410.235    | 136                       | 332              | Culebra |
| Playa Sardinas II     | 2.600.088  | 122                       | 47               | Culebra |
| San Isidro            | 5.857.771  | 22                        | 4                | Culebra, Roca Speck, Cayo Norte, Cayo Sombrerito, Cayos Geniquí, Cayo Tiburón, Cayo Ballena |
| Culebra (Gemeinde)    | 30.091.439 | 1.868                     | 62               | 23 Inseln, Cays und Felsen |